# Rostislav Klesla
Rostislav Klesla, född 21 mars 1982 i Nový Jičín, Tjeckoslovakien, är en tjeckisk professionell ishockeyback som spelar för HC Oceláři Třinec i Extraliga. Han har tidigare spelat på NHL–nivå för Columbus Blue Jackets och Phoenix Coyotes och på lägre nivåer för Portland Pirates i AHL, HPK i Liiga, VHK Vsetín och HC Oceláři Třinec i Extraliga och Brampton Battalion i OHL.
Klesla valdes som fjärde spelare totalt av Columbus Blue Jackets i 2000 års NHL-draften. Han också spelat för Brampton Battalion i OHL. Klesla bär nu nummer 16 för Phoenix Coyotes efter att ha burit 97 och 44 för Columbus Blue Jackets.

## Statistik
USHL = United States Hockey League

### Klubbkarriär
| 1997–1998        | HC Slezan Opava       | Tjeckien Jr.     | 38  | 11 | 18  | 29  | 87  | 8  | 2 | 2  | 4  | 0  |
| 1998–1999        | Sioux City Musketeers | USHL             | 54  | 4  | 12  | 16  | 100 | 5  | 2 | 0  | 2  | 2  |
| 1999–2000        | Brampton Battalion    | OHL              | 67  | 16 | 29  | 45  | 174 | 6  | 1 | 1  | 2  | 21 |
| 2000–2001        | Columbus Blue Jackets | NHL              | 8   | 2  | 0   | 2   | 6   | —  | — | —  | —  | —  |
|                  | Brampton Battalion    | OHL              | 45  | 18 | 36  | 54  | 59  | 9  | 2 | 9  | 11 | 26 |
| 2001–2002        | Columbus Blue Jackets | NHL              | 75  | 8  | 8   | 16  | 74  | —  | — | —  | —  | —  |
| 2002–2003        | Columbus Blue Jackets | NHL              | 72  | 2  | 14  | 16  | 71  | —  | — | —  | —  | —  |
| 2003–2004        | Columbus Blue Jackets | NHL              | 42  | 2  | 11  | 13  | 27  | —  | — | —  | —  | —  |
| 2004–2005        | VHK Vsetín            | Extraliga        | 41  | 7  | 17  | 24  | 136 | —  | — | —  | —  | —  |
|                  | HPK                   | Liiga            | 9   | 1  | 2   | 3   | 12  | 10 | 0 | 2  | 2  | 12 |
| 2005–2006        | Columbus Blue Jackets | NHL              | 51  | 6  | 13  | 19  | 75  | —  | — | —  | —  | —  |
| 2006–2007        | Columbus Blue Jackets | NHL              | 75  | 9  | 13  | 22  | 105 | —  | — | —  | —  | —  |
| 2007–2008        | Columbus Blue Jackets | NHL              | 82  | 6  | 12  | 18  | 60  | —  | — | —  | —  | —  |
| 2008–2009        | Columbus Blue Jackets | NHL              | 34  | 1  | 8   | 9   | 38  | 4  | 0 | 1  | 1  | 0  |
| 2009–2010        | Columbus Blue Jackets | NHL              | 26  | 2  | 6   | 8   | 26  | —  | — | —  | —  | —  |
| 2010–2011        | Columbus Blue Jackets | NHL              | 45  | 3  | 7   | 10  | 26  | —  | — | —  | —  | —  |
|                  | Phoenix Coyotes       | NHL              | 16  | 1  | 0   | 1   | 12  | 4  | 0 | 0  | 0  | 7  |
| 2011–2012        | Phoenix Coyotes       | NHL              | 65  | 3  | 10  | 13  | 54  | 15 | 2 | 6  | 8  | 4  |
| 2012–2013        | Phoenix Coyotes       | NHL              | 38  | 2  | 6   | 8   | 22  | —  | — | —  | —  | —  |
|                  | HC Oceláři Třinec     | Extraliga        | 18  | 0  | 1   | 1   | 30  | —  | — | —  | —  | —  |
| 2013–2014        | Phoenix Coyotes       | NHL              | 25  | 1  | 3   | 4   | 24  | —  | — | —  | —  | —  |
|                  | Portland Pirates      | AHL              | 21  | 3  | 6   | 9   | 16  | —  | — | —  | —  | —  |
|                  | Hershey Bears         | AHL              | —   | —  | —   | —   | —   | —  | — | —  | —  | —  |
| 2014–2015        | HC Oceláři Třinec     | Extraliga        | 41  | 5  | 8   | 13  | 44  | 16 | 0 | 3  | 3  | 16 |
| NHL totalt       | NHL totalt            | NHL totalt       | 654 | 48 | 111 | 159 | 620 | 23 | 2 | 7  | 9  | 11 |
| AHL totalt       | AHL totalt            | AHL totalt       | 21  | 3  | 6   | 9   | 16  | —  | — | —  | —  | —  |
| Liiga totalt     | Liiga totalt          | Liiga totalt     | 9   | 1  | 2   | 3   | 12  | 10 | 0 | 2  | 2  | 12 |
| Extraliga totalt | Extraliga totalt      | Extraliga totalt | 100 | 12 | 26  | 38  | 210 | 16 | 0 | 3  | 3  | 16 |
| OHL totalt       | OHL totalt            | OHL totalt       | 112 | 34 | 65  | 99  | 233 | 15 | 3 | 10 | 13 | 47 |
| USHL totalt      | USHL totalt           | USHL totalt      | 54  | 4  | 12  | 16  | 100 | 5  | 2 | 0  | 2  | 2  |